# 野山羊
野山羊（Capra aegagrus）是一種野生的山羊，分佈在歐洲及小亞細亞至中亞及中東。

## 群族結構
群族中野山羊的數量可以多達500頭。較老的公羊會在發情期驅使年幼的公山羊進到母群中交配。平均妊娠期為70日。母山羊一般會產下一隻幼山羊。幼山羊出生後會立即跟隨母山羊，在6個月後斷奶。母山羊在歲半至兩歲半時就達至性成熟，公山羊則要到三歲半至四歲。牠們的壽命介乎12至22歲之間。

## 環境問題
雖然野山羊在一些地區是原生種，但做為入侵物種則會是非常具破壞性的。在加拉帕戈斯群島，外來的野山羊大量啃食當地的植物，破壞了生態的平衡，後來人們只能將牠們獵殺至島內滅絕來解決問題。

## 分佈
野山羊分佈在阿富汗、亞美尼亞、阿塞拜疆、孟加拉國、塞浦路斯、格魯吉亞、希臘、印度、以色列、伊朗、伊拉克、義大利、黎巴嫩、阿曼、巴基斯坦、克什米爾、俄羅斯、斯洛伐克、敘利亞、土耳其及土庫曼斯坦。

## 外部連結
- Red List entry （页面存档备份，存于）